# Bibliothèques et médiathèques de Clermont Auvergne Métropole
Les bibliothèques et médiathèques de Clermont Auvergne Métropole sont un réseau de lecture publique composé de quinze bibliothèques et médiathèques, quatre annexes, deux bibliobus et deux établissements spécialisés : la bibliothèque du patrimoine et le centre de documentation du cinéma et du court métrage de la Jetée.

## Réseau
1. Bibliothèque Alexandre Vialatte à Aubière,
2. Médiathèque Rêve et savoir à Aulnat,
3. Bibliothèque René-Guy-Cadou à Beaumont,
4. Médiathèque Aimé-Césaire à Blanzat,
5. Bibliothèque la Plume et le trait à Ceyrat,
6. Bibliothèque Amélie-Murat à Chamalières.
7. Médiathèque de Jaude à Clermont-Ferrand
8. Annexe Anatole-France à Clermont-Ferrand
9. Annexe Jean-Zay à Clermont-Ferrand
10. Annexe La Glacière à Clermont-Ferrand
11. Médiathèque Jack Ralite à Clermont-Ferrand
12. Bibliothèque du patrimoine à Clermont-Ferrand
13. Centre de documentation du cinéma et du court métrage La Jetée à Clermont-Ferrand
14. Médiathèque Hugo-Pratt à Cournon d'Auvergne
15. Bibliothèque Alphonse-Daudet à Gerzat
16. Antenne Hugo-Pratt à Le Cendre
17. Bibliothèque Jacques-Prévert à Lempdes
18. Bibliothèque l'Ecume des jours à Orcines
19. Bibliothèque Alain-Rey à Pont-du-Château
20. Médiathèque Arsène-Boulay à Romagnat
21. Médiathèque Chamfort à Saint-Genès-Champanelle

### Réseau
Le réseau de la bibliothèque compte aujourd'hui 15 bibliothèques, 4 annexes, 2 établissements spécialisés et deux bibliobus.
| Commune                 | Nom                                                            | Adresse                                         | Année d'ouverture | Dernière année de rénovation                           | Surface (en m2)                         |  |
| ----------------------- | -------------------------------------------------------------- | ----------------------------------------------- | ----------------- | ------------------------------------------------------ | --------------------------------------- |  |
| Aubière                 | Bibliothèque Alexandre-Vialatte                                | 11 place des Ramacles                           | 1990              |                                                        | 620 m² (500 m² accessibles aux publics) |  |
| Aulnat                  | Médiathèque Rêve et savoir                                     | 2 bis rue Curie                                 |                   |                                                        |                                         |  |
| Beaumont                | Bibliothèque René-Guy-Cadou                                    | 21 rue René Brut                                |                   |                                                        |                                         |  |
| Blanzat                 | Médiathèque Aimé-Césaire,                                      | 81 rue des jonquilles                           | 2013              |                                                        | 900 ou 1 500 m2                         |  |
| Ceyrat                  | Bibliothèque la Plume et le trait                              | 2 bis rue Jacques Prévert                       |                   |                                                        |                                         |  |
| Chamalières             | Bibliothèque Amélie-Murat                                      | 2 allée du Parc                                 | 1993              | 2018                                                   |                                         |  |
| Clermont-Ferrand        | Médiathèque de Jaude                                           | 9 place Louis Aragon                            | 1983              | 2014                                                   | 1 500 m2                                |  |
| Clermont-Ferrand        | Annexe Anatole-France de la médiathèque de Jaude               | 154 rue Anatole France                          |                   |                                                        |                                         |  |
| Clermont-Ferrand        | Annexe Jean-Zay de la médiathèque de Jaude                     | 71 avenue du Limousin                           |                   |                                                        |                                         |  |
| Clermont-Ferrand        | Annexe La Glacière de la médiathèque de Jaude                  | 178 rue Abbé Prévost                            |                   |                                                        |                                         |  |
| Clermont-Ferrand        | Médiathèque Jack Ralite                                        | Place Alexandre Vialatte                        | 1982              | nouveau bâtiment en 2021,                              | 718 m2                                  |  |
| Clermont-Ferrand        | Bibliothèque du patrimoine                                     | 17 rue Bardoux                                  | 1806              | nouveau bâtiment en 1905 puis 1994, rénovation en 2010 |                                         |  |
| Clermont-Ferrand        | Centre de documentation du cinéma et du court métrage La Jetée | 6 place Michel de l'Hospital                    | 2000              |                                                        |                                         |  |
| Clermont-Ferrand        | [Nom à définir]                                                | Sur le site de l'Hôtel-Dieu de Clermont-Ferrand | 2024              |                                                        |                                         |  |
| Cournon d'Auvergne      | Médiathèque Hugo-Pratt                                         | Rue Pierre-Jacquet                              | 2009              | 2015                                                   | 3 950 m2                                |  |
| Gerzat                  | Bibliothèque Alphonse-Daudet                                   | Rue Moulin du Roy                               |                   | 2019                                                   | 600 m2                                  |  |
| Le Cendre               | Antenne de la médiathèque Hugo-Pratt                           | Place Grassion-Frédot                           | 2009              |                                                        |                                         |  |
| Lempdes                 | Bibliothèque Jacques-Prévert                                   | 1 rue Saint Verny                               |                   |                                                        |                                         |  |
| Orcines                 | Bibliothèque l'Ecume des jours                                 | 10 route des Puys                               |                   | 2016                                                   |                                         |  |
| Pont-du-Château         | Bibliothèque Alain-Rey                                         | 13 rue de l'Horloge                             | 2021              |                                                        |                                         |  |
| Romagnat                | Médiathèque Arsène-Boulay                                      | 5 rue du Maréchal Foch                          | 1987              |                                                        | 735 m² (700 m² accessibles aux publics) |  |
| Saint-Genès-Champanelle | Médiathèque Chamfort                                           | Rue de la Poste                                 |                   |                                                        |                                         |  |
| Bibliobus               |                                                                | Pôle mobile                                     |                   |                                                        |                                         |  |

## Histoire

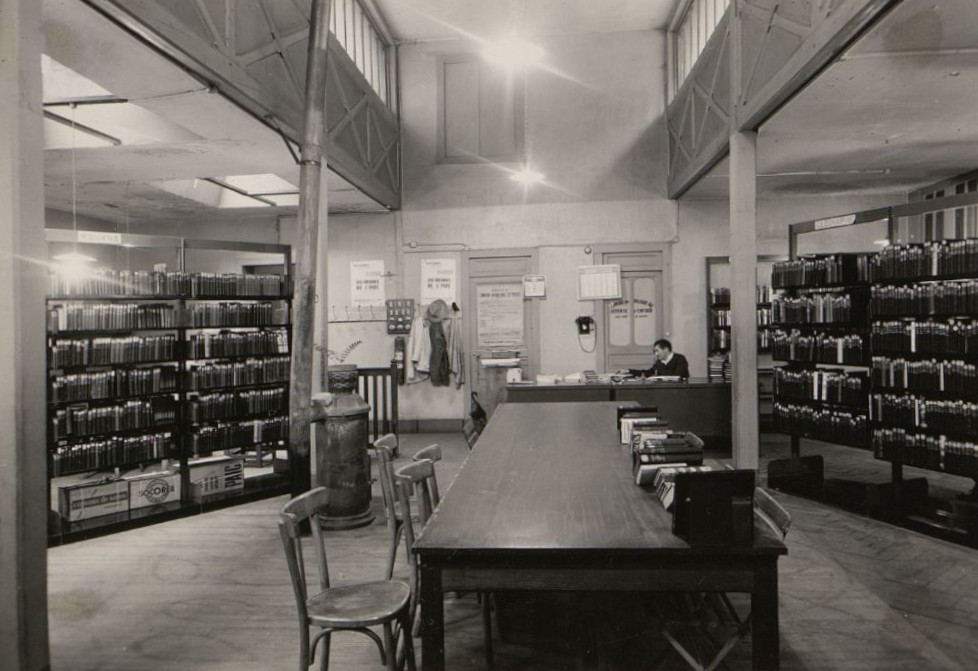
La bibliothèque populaire de Clermont-Ferrand rénovée en 1959

En 1793 le conseil général de la commune de Clermont-Ferrand décide d'installer une « bibliothèque choisie » dans l'ancien Collège des Jésuites devenu Institut en 1791 puis École centrale en 1796. En 1800, la commune ayant acquis l'hôpital des frères de la Charité, une bibliothèque publique est ouverte au premier étage. Une lettre du Ministère de l'intérieur, du 22 décembre 1806, confie officiellement les collections saisies à la Révolution à la municipalité : c'est l'acte officiel de naissance de la bibliothèque municipale de Clermont-Ferrand.

En 1902 la ville et l’université de Clermont-Ferrand s'unissent pour créer une bibliothèque municipale et universitaire, mais dès 1922 se fait sentir le besoin de s’adresser aussi à un autre public avec une Bibliothèque populaire puis en 1960 avec une bibliothèque jeunesse (« l’Heure Joyeuse ») et son bus racheté à la RATP. En 1962, la bibliothèque jeunesse déménage au 39 place de Jaude, puis en 1977 au 3 rue Maréchal Joffre dans la cour intérieure de l'ancien Lycée où elle prend le nom de bibliothèque Blaise-Pascal. Ce service public est également ouvert aux enfants de Chamalières. 

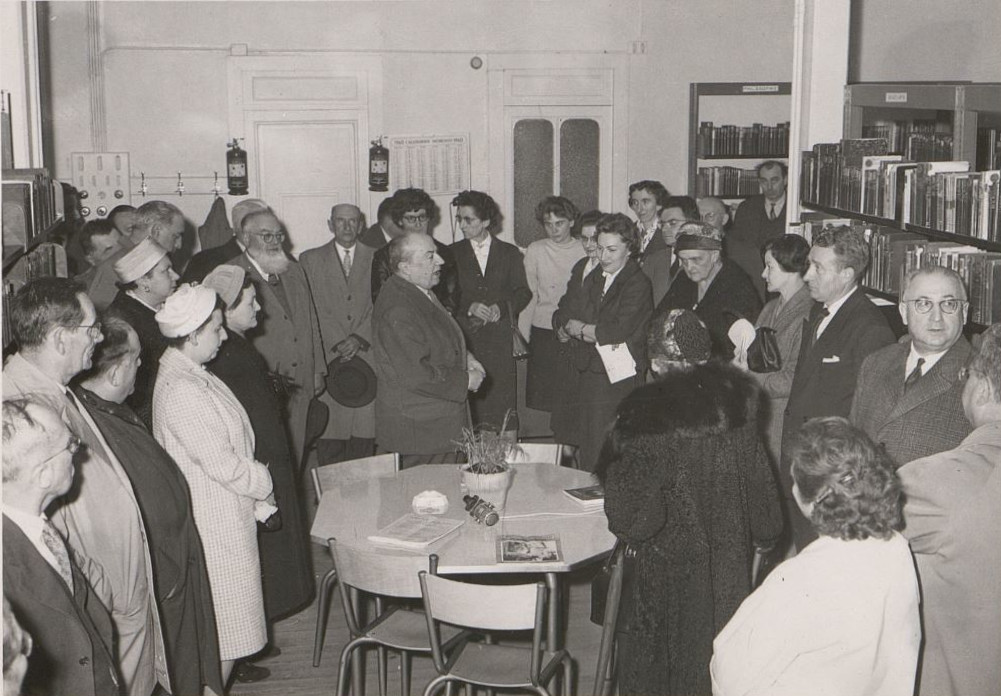
Inauguration de la bibliothèque jeunesse L'Heure joyeuse clermontoise en 1960

Les annexes dont le public est essentiellement scolaire (Blaise Pascal, Jean Zay, La Glacière, Anatole France), puis la bibliothèque Blaise-Pascal en 1977, la bibliothèque à Croix de Neyrat en 1982, la bibliothèque de Jaude en 1986 sont autant d’éléments qui préparent la création d’un réseau de lecture publique.
En 1996, une nouvelle convention entre la ville et les universités vise à résoudre des dysfonctionnements constatés : la lecture publique est restée à l'écart du grand mouvement de développement des années 1980. La convention identifie les missions respectives des partenaires : aux universités la documentation universitaire, à la ville la lecture publique et le patrimoine.
Le 19 mars 2004 la communauté d'agglomération Clermont Communauté décide de transformer ses statuts afin que les communes lui transfèrent le 1er janvier 2005 la gestion de la totalité des bibliothèques et médiathèques existantes, l'ensemble du personnel, la totalité des services annexes et la création des futurs équipements.
Mais cela ne signe pas l'arrêt de la coopération entre lecture et lecture universitaire héritée la première convention par la ville de Clermont-Ferrand et l’université, signée en 1902 et renouvelée en 1996 : en juillet 2005 est signée une convention cadre créant un Réseau documentaire communautaire et interuniversitaire.
Un projet de grande bibliothèque est conçu dans une logique d’intégration entre une bibliothèque universitaire et une bibliothèque de lecture publique afin d’aller au-delà de la simple juxtaposition de deux institutions. Cet équipement central devait être implanté sur le site de l'ancienne gare de Clermont-Ferrand, mais le projet est d'abord retardé pour cause de découverte archéologique puis modifié pour cause de difficile fusion public-université. En 2009, le projet modifié est réorienté vers une création de grande bibliothèque sur le site de l'Hôtel-Dieu.
La communauté d’agglomération, devenue communauté urbaine puis métropole, s'est lancée dans la mise à niveau des bibliothèques : rénovation de la bibliothèque de Jaude en 2014, de Cournon en 2015, d' Orcines en 2016, de Chamalières en 2018, de Gerzat en 2019, inauguration de la médiathèque Alain-Rey à Pont-du-Château ainsi que l'ouverture du pôle culturel à Croix-de-Neyrat en 2021.
En 2026, une grande bibliothèque métropolitaine devrait voir le jour dans l'ancien Hôtel-Dieu de Clermont-Ferrand.

## Services
L'emprunt de documents et la consultation ou téléchargement à distance de certaines ressources en ligne est soumis au paiement d'une cotisation annuelle, mais les moins de 18 ans, les allocataires du RSA ou ASS, les demandeurs d’emploi et les étudiants en sont exemptés.

### Consultation et emprunt
Les collections cumulées du réseau des bibliothèques et médiathèques non spécialisées représentent plus de 500 000 documents : 428 940 livres, 70 437 CD, 43 337 DVD, 5 313 livres audios, 1361 abonnements en cours à des périodiques en 2017.
La bibliothèque du patrimoine de Clermont Auvergne Métropole conserve plus de 170 000 documents : des manuscrits et imprimés anciens, rares ou précieux (plus de 2 500 manuscrits patrimoniaux, 27 000 imprimés rares ou précieux dont 85 incunables), régionaux (16 000 livres régionaux), mais aussi des périodiques anciens (400 mètres linéaires) et des documents iconographiques (affiches, cartes et plans, photographies...). Bibliothèque de conservation et de recherche, elle a également pour mission de conserver la mémoire auvergnate. Elle travaille en lien avec la Bibliothèque nationale de France pour assurer la collecte et la conservation des livres imprimés en Auvergne.
Le centre de documentation La Jetée conserve une collection de 18 000 documents, films, catalogues de festivals, affiches, etc. autour du cinéma et du court métrage. Il ne propose pas de prêt de document à domicile.

### Portage à domicile
Certains établissements proposent un service de portage à domicile.

### Ressources en ligne
Les bibliothèques offrent l'accès à des ressources numériques, dans les bibliothèques ou à domicile.
La bibliothèque numérique patrimoniale Overnia permet de consulter gratuitement à distance des documents anciens, rares ou précieux numérisés et des expositions virtuelles : en 2020, il est possible de visualiser en ligne et télécharger en pdf plus de 80 000 documents.

### Action culturelle
Le réseau des bibliothèques et médiathèque propose une programmation culturelle.